# 막시밀리앵 드 로베스피에르
막시밀리앵 프랑수아 마리 이지도르 드 로베스피에르(프랑스어: Maximilien François Marie Isidore de Robespierre, 프랑스어 발음: [mak.si.mi.ljɛ̃ də ʁɔ.bɛs.pjɛʁ], 1758년 5월 6일 ~ 1794년 7월 28일)는 프랑스의 부르봉 왕조와 프랑스 대혁명기의 정치인, 철학자, 법률가, 혁명가, 작가이다. 프랑스 혁명을 주도한 혁명 정치가로, 법학자이기도 했다. 공포정치를 행하다가 되려 테르미도르의 쿠데타로 반대파에 의해 처형당했다. 오스트리아 작가 슈테판 츠바이크는 '로베스피에르라는 인물은 수 많은 세월이 흐른 오늘날에도 여전히 비밀의 그림자로 겹겹이 싸여 있다.'고 쓴다.
파리의 르그랑 학원(Lycée Louis-le-Grand)에서 수학한 후 1781년 아라스에서 변호사를 개업하여 변호사로 활동했고, 루이 16세 및 마리 앙투아네트 등 왕실에 반대하는 운동을 벌였다. 1789년 시민층의 지지를 받아 3부회 의원에 피선되고, 국민 의회에서는 제한 선거의 철폐, 봉건제 폐지, 영주(領主)와 귀족이 사사로이 탈취한 토지반환 운동 등을 주관하였다. 자코뱅 당의 창당에 참여했고 후에 당내 급진파의 지도자로 활약했다. 프랑스 대혁명 후 1793년 공안위원회(公安委員會)를 장악했으나 1794년 테르미도르 반동 때 축출되어 처형당했다.
18세기 계몽 철학가 루소와 몽테스키외의 이상을 목표로 한 자코뱅 클럽 몽테뉴파(산악파)의 유능한 지도자로, 좌익 부르주아 계층의 신념을 가졌다. 그의 굴하지 않는 고집, 도덕적 청렴성, 혁명적 관점은 "l'Incorruptible (The Incorruptible)"이라는 별명을 얻게 하였다.
사실상 독재자로서 프랑스를 지배했고 숙청을 통한 공포 정치로 많은 반대파를 단두대에 보냈기 때문에 '루소의 피로 물든 손'이라고 칭했다. 그러나 조제프 푸셰에게 축출되어 결국 자신도 1794년 단두대의 희생양이 된다.

## 어린 시절

### 출생과 젊은 시절
로베스피에르는 1758년 5월 6일 프랑스 북부의 아라스(Arras)에서 태어났다. 그의 조부모 막시밀리앙 드 로베스피에르는 아라스에 변호사로 자리를 잡았으며, 그의 아버지 막시밀리앙 프랑수아 드 로베스피에르도 변호사로 일했다. 이름있는 귀족 가문은 아니었으나 그의 선조들은 중견 상인과 중견 관료를 지냈으므로 그는 자신의 이름에 항상 de라는 자를 고집하였다. 아버지 막시밀리앙 프랑수아는 1758년 양조업자의 딸인 자클린 마르그리트 카로와 결혼을 했다.
막시밀리앙은 4형제 중 맏이로, 혼외로 태어났으며, 그의 부모는 이 사실을 숨기기 위해 결혼을 서둘렀으며, 그의 부모의 결혼을 반대하던 그의 조부 막시밀리앵은 참석하지 않았다. 1764년 어머니 로베스피에르 부인이 난산으로 사망하였다. 당시 막시밀리앙은 6살, 동생인 오귀스탱은 1살이었다. 홀로 된 아버지는 1777년 뮌헨에서 사망할 때까지 재혼을 하지 않고, 유럽 각지를 떠돌았다. 홀로 남은 아이들은 외가집으로 보내졌다.
아버지가 집을 나간 뒤 그는 동생들, 여동생들과 함께 외할아버지 손에서 성장하였다. 막시밀리앙은 8살 때 아라스의 콜레주(Collège, 중학교)에 입학했고, 이미 읽고 쓸 줄 알고 있었다. 1765년 아라스의 오라토리오회 학교에 입학하였다. 1769년 그는 오라토리오회 학교를 졸업하였다.

### 고등학교 시절
1769년 10월 주교의 추천으로 그는 파리에 있는 리세 루이르그랑(Louis-le-Grand, 루이왕립 고등학교)에 장학금을 받고 장학생으로 입학할 수 있었다. 리세 루이르그랑 재학 중 로베스피에르는 철학과 역사학, 윤리, 법률 등의 과목만큼은 우수한 성적을 유지하였다. 이곳에서 그는 로마 공화국의 이상과 키케로의 수사와 카토 등 고전 인물들을 접할 수 있었다. 동급생으로 카미유 데물랭과 스타니슬라 프레롱이 있었다. 또한 이 시기에 루소를 접했으며, 그에서 많은 원칙을 채용하였다. 로베스피에르는 자신의 의식으로만 홀로 서는 고결한 자아의 사상에 호기심을 가지게 되었다. 그는 학창시절 내내 술과 담배를 피우지 않았고, 흡연, 음주를 하는 학생들을 심각하게 경멸하였다. 그는 졸업 후에도 불량했던 자신의 동창들은 만나도 인사도 하지 않고, 경멸하거나 냉정하게 외면하였다.
루이 16세는 대관식 직후 루이르그랑 학교를 방문했고, 당시 17살이던 로베스피에르는 500명의 학생들 중 대표로 선출되어 환영사를 읽었다. 상을 받은 학생이었기 때문에, 그러한 선출은 당연한 것이었다. 연설 당일 로베스피에르와 군중들은 빗 속에서 몇 시간을 기다려야만 했다. 국왕 루이 16세 부부는 도착하자마자 머물렀고, 기념식 직후 바로 가버렸다. 왕은 학생대표인 그의 축사에 답례도, 국왕 내외를 열렬히 환호하느라 장기간 기다리던 학생들에 대해서도, 한마디의 의사 표시도 없이 지나쳤다.
추위와 비오는 와중에도 국왕 루이 16세 내외를 맞이하기 위해 아침 일찍부터 교사들에 의해 동원되어 학교 청소 정리를 해야 하는 것과, 수고한 학생들에 대해 감사하다는 말 한마디 하지 않은 루이 16세 내외를 보고 사려가 부족한 지도자라고 질타했다. 이후 로베스피에르는 국왕 내외를 서서히 불신하기 시작, 국민 공회에서 루이 16세를 격렬하게 비판하고 즉시 처형해야한다고 주장했다.

## 청년기

### 변호사 개업
1780년 루이 르 그랑 학교를 졸업하고 법학 학위를 받았다. 아라스 지방 법원의 판사가 되었으나 1년만에 그만두었다. 판사직을 그만두면서 로베스피에르는 여동생 샤를로트 드 로베스피에르를 데리고 외가에서 독립하였다. 1781년 로베스피에르는 아르투아 주 고등법원에 변호사가 되어, 학회에 선출되었다. 이때 발표한 《형사 사건 가해자 일족도 그 죄를 공유해야할까?》라는 논문은 높은 평가를 받았다. 1781년 고향 아라스에서 변호사 사무실을 개업한 막시밀리앵은 1781년에서 1789년까지 아라스에서 변호사로 활동하였다. 변호사로 생활하면서 그가 맡은 재판은 번번히 승소하여 화제가 되었고, 형편이 되지 않는 피고들의 무료 법률 상담과 무료 변론으로 유명해졌다.
명성을 얻은 그는 한때 주교관구의 성직자에 대한 사법권, 체포권을 갖는 주교법원(Salle Épiscopale) 판사로 초빙되었다. 동시에 맡는 사건마다 승소하여 명성이 알려졌으므로, 개인 변호사 사무실을 통해서도 막대한 수입을 벌어들였다. 그는 웅변가이자 나름대로의 사회관, 정치관을 세워두고 있었다. 인문학과 과학을 장려해야 한다는 신념을 지녔던 그는 1783년 12월 아라스 아카데미의 교수가 되었고, 곧 아라스 아카데미의 단과대학 학장을 맡았으며 이후 원장을 지냈다. 로베스피에르는 주로 도서관에서 고전과 역사서를 읽는 것으로 소일하였다. 사람들은 이 무렵의 로베스피에르가 고립된 생활을 했으리라 생각했지만 오히려 로베스피에르는 고립을 피하기 위해 산책과 여행, 종종 지역 저명인사들을 방문하고 동네의 젊은이들을 모아놓고 생각을 주고받았다.
지역의 학술경연대회와 웅변회에도 참여했던 그는 메스 아카데미에서 개최된 한 학술경연대회에서 법에 관련된 정리하여 "불명예 구금(拘禁)에 관한 보고 (Mémoire sur les peines infamantes)"를 발표하여 웅변가로 유명해졌다. 이때 그는 메스 아카데미에서 1등상을 수여받았다. 그는 아라스의 한 문학단체에도 가입하여 회원으로 활동했는데, 당시에 유행한 풍으로 비가(悲歌)를 직접 짓기도 했다. 그는 같은 아라스 출신이자 친척인 앙투아네트 데조르티(Antoinette Deshorties)과 연인관계였지만 끝내 그와 결혼하지 못했다.
그는 무료변론 및 가난한 사람들을 대변하는 변호사로 명성을 날렸고, "뒤퐁 씨를 위한 비망록 (Mémoire pour le Sieur Dupond)"을 발표, 왕권 절대주의자와 소수의 상류층이 하층민, 빈민층을 함부로 잡아다가 제멋대로인 재판을 회부한다며, 법은 공정하지 못하다, 법은 누구를 위한 것이냐고 거칠게 항의하였다. 그의 비판에 많은 빈민, 하층민들이 호응했지만 부르주아층의 일부는 오히려 로베스피에르를 서서히 경계하기 시작하였다.

### 삼부회 재소집 운동
로베스피에르는 국민의 참정권을 주장하며 삼부회 소집을 요구하는데 가담하였다. 정부와 관료들에 의한 임의적인 행정처리가 아닌 정부 정책 입안, 결정 과정을 실시간으로 공개할 것을 요구했다. 로베스피에르는 중대 기밀에 한해서도 일정기간 시간이 지나 이해당사자들이 사라진 뒤에는 국민에게 공개해야 할 의무가 있다고도 주장했다.
그는 삼부회 개최를 계속 요구해왔다. 1614년 이래 소집되지 않던 삼부회 소집이 1789년 초에 결정되어 선포되자, 로베스피에르는 정치 참여를 주장하며 "아르투아 삼부회를 개혁할 필요성에 관해 아르투아 민중들에게 드리는 글"이라는 호소문을 발표하였다. 정치적 약자이고 핍박을 받는다면 그만큼 정치 문제에 적극 참여하여 사회를 개선할 생각을 해야 될 것이라고 지적했다.
1789년 3월 각지에서 삼부회에 파견될 대표단을 선거로 뽑았는데, 아라스의 시민들은 로베스피에르는 아라스의 지역 대표중 한명으로 선출하였고, 아르투아 지역의 제3신분 평민계급 모임에서는 아르투아 8인의 시민 대표위원 가운데 5번째로 로베스피에르를 선출했다. 그는 루소의 영향을 많이 받았고, 프랑스 혁명 운동을 시작하여 자코뱅당의 지도자가 되었다.

## 정치 입문
1789년 31세의 나이로 시민층의 지지를 받아 아르투아 주 제3신분 대표- 귀족, 성직자, 평민(엄밀하게 말하면 부르주아 계급)-로 삼부회의 대의원으로 선출되면서 정치에 입문한다. 1789년 5월 18일의 연설이 그의 초기 연설 중 가장 유명한 연설인데, 이 연설을 시작으로 그는 국민의회에서 활동하는 동안 하루도 빠지지 않고 출석하였으며, 500회 이상의 연설을 했다. 1789년 6월 17일 삼부회에서 선출한 임시 국회인 헌법제정국민의회(Assemblée Nationale Constituante)의 의원의 한 사람으로 당선되어 국민회의 대의원으로 활동했다.
로베스피에르는 국민의회의 어떤 소위원회나 분과 위원회에 선출되지도 못했고, 의장과 부의장직에 도전했지만 뽑히지도 못했다. 단 한번 1790년 6월 국민의회 서기로 선출된 적이 있었다. 그는 자코뱅파 내부의 산악파에 속해 지롱드파 내각이 추진하는 대외 전쟁에 반대했다. 그의 전반적인 이미지로서는 상상하기 어렵지만, 당시 《사형제 폐지 법안》을 제출했고, 범인의 부모를 비롯한 범인 친족에 대한 연좌제 형벌을 금지하는 법안에 관여하는 등 인권변호사 상승의 의원으로 많은 인도주의 법안에 관여 했다. 로베스피에르는 목소리도 작았고, 초창기에는 다소 당황해하기도 했으나 이내 적응해나갔다. 그의 의견에 대한 반대의견이 많았지만 로베스피에르는 성공적으로 자기 의사를 전달했으며 그의 제안은 항상 많은 박수와 동의를 받았다.
또한 제한 선거의 철폐, 봉건제 폐지, 영주(領主)와 귀족이 사사로이 탈취한 토지반환 운동 등을 주관하였으며, 반 왕정 운동을 주도하였다. 1790년 4월 자코뱅 당의 당수가 되고, 6월 국민의회 서기로 선출되었다. 그해 10월에는 베르사유 혁명재판소의 판사로 임명되었다.
그는 자유와 권리를 국민 스스로가 자각해야 한다고 거듭 강조하였다. 그는 그러한 소신을 공공연히 밝혔고, 평당원에게도 권위를 휘두르지 않는 등 직접 실천해나갔다. 그러나 그의 소신과 위해 열성적인 활동은, 오히려 피로를 느낀 아군, 적당한 타협을 원하던 부르주아층 사이에서 많은 적이 생겼으며, 위험인물로 꼽히거나 그 이상의 비판도 받았다. 1791년 6월 20일부터 6월 21일 루이 16세 일가가 도주하자 로베스피에르는 왕을 체포하여 재판에 회부할 것을 요구했고, 국왕을 사형시키자고 주장했지만 받아들여지지 않았고, 오히려 같은 혁명파 의원들로부터도 비판을 받았다. 결국 로베스피에르는 지지자를 확보, 끌어모으기 위해 헌법에 대한 투표를 서두르도록 촉구하였고, 그 중에서도 혁명사상, 변화에 대한 의욕이 있는 자들을 찾으려 분주히 노력했다.
그는 소시민과 노동자의 입장에서 민주주의를 실현하려고 시도 하였다. 1791년 6월 파리 고등검찰관으로 선출되었지만 사퇴하고 계속 혁명활동에 매진했다. 1793년 혁명 정부를 세웠다.

### 국민 군대 설치
로베스피에르는 기존의 용병이나 왕정, 황제가 채용하는 황실 군대가 아닌 국민 개개인으로 구성된 국민 군대의 필요성을 역설하였다. 열성적인 애국자들이 아니더라도 자기 스스로 가족과 재산을 지키는 국민으로 구성된 군대만이 국민의 입장을 대변할 수 있다고 역설하였다.
1791년 7월 "프랑스인에게 고하는 연설 (Adresse aux Fransc)"를 발표, 로베스피에르는 애국자들은 군대에 들어가라고 권유했다. 입대를 독려하는 그는 내 가족과 내 재산을 지키는 일이라고 거듭 강조했다. 하지만 부패귀족과 관료들의 해임, 처벌 선에서 사태를 진정시키려는 일부 온건파 지롱드파벌과 온건파 왕당파들은 그가 쿠데타를 기도하려 한다고 비방하였다.
국왕의 폐위를 요구하는 시위는 계속 확산되었다. 바로 계엄령이 선포되었고 군주제의 존속을 바라는 온건파 라파예트 후작이 지휘하는 왕실 근위대는 마르스 광장에서 국왕의 폐위를 요구하는 시위대들에게 총격과 창 공격을 가했다. 희생자들이 나타나는 가운데 왕실 근위대와 용병들은 소수의 선동자를 찾으려 했고, 생명의 위협을 느낀 로베스피에르는 몸을 피해 시위대를 벗어나, 자신의 열성적 지지자인 목공 겸 가구장인 모리스 뒤플레의 집에 은신해서 그의 가족과 함께 살았다. 자코뱅당의 절충파들이 모두 지롱드당으로 합류한 뒤에도 로베스피에르는 생 쥐스트 등 소수와 함께, 열악한 사회적 환경과 자금 환경 속에서도 계속 자코뱅당을 꾸려나갔다.

### 국민회의 대의원 시절
1791년 5월 그는 차기 입법 기관의 대표들을 전부 새로 선출하고, 민중의 의지를 더욱 잘 대변하는 새로운 기구로 만들자고 제안하였다. 그는 이 새로운 의회 의원들을 선출할 때는 사전에 선거를 벽보와 신문을 통해 적극 알리자고 주장했다.
그는 1기, 2기의 국민의회에서 다른 국민회의 대의원들과 달리 이런저런 분과 상임위원직을 맡지 못했다. 그는 헌법기초위원에 선임되었다. 그러나 로베스피에르는 국민회의 대의원이자 헌법기초위원 신분에 만족하고, 헌법을 기초하고 있던 국민의회에서 자기 역할에 전념하기로 결심했다. 그는 하루에 4, 5시간 정도 수면하면서 샤를마뉴시대와 게르만 족, 로마 제국의 법전과 형 집행 과정, 사례들을 확인하고 고증하였다. 로베스피에르는 고대 이집트 문명과 고대 그리스 등의 역사와 프랑스 계몽주의 철학자들의 저작을 근거로 삼아 천부인권을 외쳤다. 왕권이 신이 왕에게 준 왕권신수설에 대해 그는 신은 모든 인간에게 기본적인 권리를 부여하였다며 천부인권설로 맞섰다.
1791년 9월 3일 제정된 프랑스 헌법의 전문의 기본 골격인 '인간과 시민의 권리 선언'을 열렬히 지지했으며 이의 준수를 촉구했다. 로베스피에르는 일반 하층민과 빈민층의 보통선거 참여, 16세 이상의 모든 시민에 대한 동등한 선거권 부여, 지역별 대표자 선출, 정부 근위대, 각료, 공무원, 군 장교 계급의 자격제한 철폐와 연령 제한 철폐 및 청원권을 위해 싸웠으며, 신분과 문벌, 인맥으로 인재를 채용하는 시스템도 반대하였다. 로베스피에르는 왕과 소수 귀족이 독점하는 사회는 문벌로 사람을 채용하고, 부르주아와 상공인이 독점하는 사회는 인맥과 연줄로 사람을 채용한다고 비판했다. 로베스피에르는 모든 분야, 모든 부문의 인재 채용을 공개경쟁채용으로 선발할 것과, 이해당사자나 가까운 자들을 선발 대상자에서 배제할 것을 요구했다.
로베스피에르는 의회의 결정에 대한 왕의 거부권 남발을 반대하고, 행정권의 남용을 반대하였으며, 사람에 대한 종교적 차별과 인종적 차별을 배격했다. 또한 배우와 연예인들, 기술 직공들에 대한 차별과 멸시를 반대했고, 로베스피에르는 유대인, 흑인 노예들을 옹호하였으며, 궁극적으로는 강제로 납치된 흑인 노예들을 석방을 시키고 사과해야 하며, 자신들의 원 고향으로 돌려보내야 된다고 역설하였다. 1791년 9월 교황령이었던 아비뇽이 프랑스에 재통합되는 것을 지지했다.
그는 술과 담배를 멀리했다. 로베스피에르는 베르사유에 체류할 때뿐만이 아니라 외출 중일 때, 파리에서도 항상 저렴한 옷과 바늘질을 해 입고 간소한 식사를 하는 등의 검소한 생활양식과 매일 빨래를 손수 하여 깔끔하고한 옷차림과 단정한 용모, 그리고 상대가 누구이건 간에 깎듯한 소박한 예의범절을 지켜나갔다. 그의 이러한 태도에 감명받는 이들과, 오히려 이를 피곤하게 여기는 이들이 동시에 늘어나게 되었다. 국민의회가 자진해산하자 숨어있던 그는 나왔고, 파리 시민들은 개선행진을 벌여 로베스피에르를 맞았다.

### 입법의회 개원과 의원직 사양
1791년 6월 높은 수입과 명성이 보장되는 파리시 검찰관으로 선출되었지만 바로 사직서를 올려, 검찰관직을 포기하고 정당인으로서 정치활동을 계속했다. 1791년 9월 입법의회(Assemblee Legislative) 구성이 확정되고 입법의회 의원들을 선출하였다. 로베스피에르는 입법의회 의원 선거에 불출마했으며, 자신은 물론이고 자신의 가까운 동료들을 새로 생긴 입법의회에서 제외시키거나 불출마를 권고하였다.
이후 로베스피에르는 자코뱅당에서만 자신의 의견을 발표했으며, 1792년 8월까지 100여 회의 대중강연과 연설을 했다. 이들 연설에서 혁명가 자크 피에르 브리소가 혁명이념을 국외로 전파하기 위해 유럽에 전쟁을 일으키자고 주장한 데 대해 반대하는 입장을 밝혔다. 로베스피에르는 국내의 내정 문제가 시급한데 전쟁이 가능한가라는 의문을 제기하였다. 일각에서는 군주를 쫓아낸 것에 대해 인접국 프로이센, 오스트리아 등이 경계하고 있으며, 그들 나라에 혁명 정신을 전달해야 함을 역설했다. 그러나 로베스피에르는 이를 거절했다.

## 프랑스 대혁명 이후

### 혁명 직후
로베스피에르는 왕실과 왕당파의 왕실 복귀 계획, 왕당파와 오스트리아의 공모, 군대의 준비부족, 귀족출신 장교들의 반란 가능성을 제시하였으며 1792년 2월 귀족 출신 장교들의 해임을 건의하여 대량 정군을 단행하였다. 한편 샤를 프랑수아 뒤무리에 등은 그를 축출하려다가 실패하고 도리어 오스트리아로 망명하게 된다.
로베스피에르는 왕실과 왕당파가 외부로 탈출하려는 것과 오스트리아, 프로이센, 영국 등의 개입을 촉구하려던 비밀음모를 적발하여 이를 폭로했다. 이어 왕당파와 오스트리아의 공모 및 내통, 귀족 출신 장교들과 용병들로 구성된 군대의 사기 문제를 지적, 국민으로 구성된 국민 군대로 군제를 바꿔야 한다고 주장했다. 또한 그는 귀족출신 장교들의 실전 경험 없는 점을 들어 무능력을 지적했고, 왕에 대한 충성으로 반란이나 학살을 일으킬 가능성을 제기하였다.
동시에 로베스피에르는 낭시에서 시민을 공격하라던 상관의 명령을 거절하고 저항했다가 투옥당한 샤토비외 연대의 사병들을 애국군인이라며 변호했다. 자크 피에르 브리소 지지자들이 반론을 제기하자 로베스피에르는 "헌법의 수호자 (Le Défenseur de la Constitution)"라는 신문을 창간, 발행하여 자신과 자코뱅파의 입장을 대변했다. 로베스피에르는 프랑스 군 사령관이 된 라파예트를 공격하면서, 라파예트가 군사 쿠데타를 통한 군사 독재 정권을 세우려 한다고 의혹을 제기, 논설을 통해 라파예트의 해임을 주장했다. 그러나 라파예트를 해임하고, 체포, 추방하는 데는 실패하였다.

### 인접국가와의 전쟁과 9월 봉기
국왕을 축출한 것에 대해 오스트리아와 영국, 프로이센 등은 민감하게 대응하였다. 특히 인접국인 프로이센과 오스트리아는 프랑스를 상대로 전쟁하기로 결정하고 선전포고를 하였다. 로베스피에르는 프랑스 군대가 사력을 다해 싸우겠지만, 국민 군대로 개편된 지 얼마 되지 않았으므로 전쟁에서 패배하리라고 예상하였다. 프로이센-오스트리아 연합군이 국경까지 도착하자 민중들은 그에게로 모여들었다. 그는 전쟁을 하자는 권고에 대해 망설였다. 로베스피에르는 내 자유와 권리와 재산을 스스로 지키는 것이 핵심이라며 봉기의 목표를 명확히 제시했으나, 봉기를 지지해달라는 요구에 대해서는 망설였다. 그는 지방에서 모여든 의용군들에게 "오직 법률의 칼로써 공동의 적과 싸우자"고 호소했다. 일부 의용군들은 그의 소극적인 태도에 실망하기도 했다.
1792년 4월 혁명전쟁이 일어나려 할 때, 야인의 신분으로 전쟁에 대한 반대성명을 하였으나 받아들여지지 않았다. 그러나 1792년 8월 10일 봉기가 발생했고, 이때 로베스피에르는 튈르리 궁 공격에는 가담하지 않았다. 그러나 8월 10일 오후 로베스피에르가 속한 파리시의 레피크 구는 그를 봉기의 지도기관인 코뮌 정부에 파견할 구 대표로 지명했다. 1792년 8월 10일 그는 봉기 후에 급진적인 사건 처리안을 기초하고 파리코민으로부터도 대표로 추대되었다. 그는 파리시 선거의회 의원으로 있으면서 투옥당했던 귀족과 성직자들이 파리 군중들에게 살해당한 9월 학살의 소식을 들었다. 로베스피에르는 시민들의 무죄를 선언했으며, 오히려 시민들은 자기 주권을 찾았을 뿐이라며 옹호한다. 9월 5일 파리 민중들은 그를 국민공회에 보내는 대표단 단장으로 선출했다. 그 해 9월 혁명세력이 설치한 혁명의회 의원 선거에서 파리에서 1위로 당선되었다. 이때 로베스피에르는 당통 및 마라와 더불어 산악파(山岳派) 거두로 일컬어졌다. 1793년 6월 2일 산악파가 혁명정부의 수권을 장악하자 그는 농촌의 봉건제도 불식, 소농민과 소생산자층에 바탕을 둔 국가체제의 실현을 선언하였다. 바로 공안위원회에 가입하고 이어 집정관 겸 공안위원장으로 집권하게 된다.
독실한 신앙인이기도 했던 그는 아침일찍 일어났을 때, 그리고 취침 전에는 항상 하느님에게 기도를 드렸다 한다. 집권 직후 그는 국민의회 의원 선출 시의 제한선거의 철폐, 봉건제 폐지, 영주(領主)와 귀족이 사사로이 탈취한 토지를 농민에게 반환했으며, 왕실 인사 및 부패 귀족 체포, 망명자 재산 가압류 및 매각을 추진하였다. 또한 카드놀이와 도박, 투우, 투견, 경마 등의 오락을 일체 금지시키고, 성매매에 대해서도 엄격하게 단속하여 성매매 여성 교화 및 성매수를 한 남성에 대해서도 벌금과 구류형에 처했다. 또한 로베스피에르는 집시와 점술 등에 대해서도 미신을 조장한다며 금지시켰다. 오늘을 알지 못하면서 미래를 어떻게 알 수 있겠느냐가 그의 답이었다. 나중에 이신론으로 신념이 수정되지만 그의 경건한 삶과 기도로 하루를 시작, 마무리하는 삶은 그가 죽는 순간까지 계속되었다. 그는 조세에 대해서도 영수증 작성과 서명을 독려했고, 대리인 대신 당사자가 직접 관공서에 와서 세금을 납부하고 영수증을 수령해가도록 했다.

### 국민공회 활동
지롱드파는 부르주아와 중소 지식인으로 구성된 사회적 민주주의보다는 정치적 민주주의를 선호하는 혁명세력으로서 정부와 관리들을 장악하고 있었다. 로베스피에르 역시 신분적으로는 부르주아였고 중소 지식인에 속했지만, 그는 어떠한 형태의 차별도 반대하였다. 귀족을 반대하되 자신들이 새로운 지도세력이 되기를 원했던 지롱드파와는 감정적으로도 대립하였다.
지롱드파는 국민공회의 첫번째 회기에서 로베스피에르가 독재정치를 기획하려 한다고 비난하여 소란이 벌어졌지만, 입법의회는 지롱드파의 주장에 동의하지 않았다. 1792년 12월 국왕 루이 16세의 처형 여부를 결정하는 재판에서 로베스피에르는 11회의 연설에서 모두 사형을 요구했다. 사형 제도 폐지론자가 국왕에게만 냉혹하다는 비판과 야유가 쏟아졌지만 로베스피에르는 자신의 뜻을 굽히지 않았다.

### 루이 16세 및 왕실 사형
1792년 12월 3일 행한 연설에서는 망설이던 자들까지 끌어들였다. 비인간적인 절대왕정과 신분체제로 억압당한 사례를 끊임없이 반복 상기시키고, 그는 부르주아와 온건 지식인으로 구성된 온건파들은 왕과 귀족을 몰아내고 자신들이 기득권을 차지하려 한다고 지적했다. 그는 부르주아층과 온건 지식인들에게 경고하는 차원에서라도 국왕과 그의 사치스러운 아내는 죽여야 한다고 강조했다. 로베스피에르는 새로운 잡지 "국민에게 보내는 편지 (Les Lettres à ses commettants)"를 창간, 창간 초기의 잡지들을 통해 프랑스 국내 각지에 자신의 견해를 알렸다.
그는 루이 16세와 마리 앙투아네트, 왕족과 귀족층, 폴리냑 백작 부인, 뒤바리 부인 등을 국민의 적으로 규정, 이들을 모두 사형에 처해야 된다고 역설하였다. 1793년 1월 21일 루이 16세를 단두대에서 보내 사형에 처했다. 그는 루이 16세의 처형을 지켜보았다.

### 공포정치
1793년 1월 21일 집정관이 되었다. 그는 건강한 정신 하에 건강한 육체가 깃든다며 범죄와 약탈, 도적질에 대해서 엄격히 다스렸다. 그는 무기를 소지하고 약탈, 강간을 한 자와 뇌물을 수수한 부패 관료에 대해서는 무조건 지역의 공개장소에서 교수형에 처하는 것으로 처리하였다. 이어 같은 해 6월 2일, 상 퀼로트의 지지를 얻어 국민 공회에서 지롱드파를 추방하고 최고 권력을 장악하면서 공안위원회, 보안위원회, 혁명재판소 등의 기관을 이용해서 공포 정치(Terreur: 테뢰르는 테러의 어원)을 단행하면서, 반대파를 단두대로 보내 숙청하였다.
그리하여 지롱드당을 물리치고 자코뱅당의 독재정치를 펼쳤으며, 혁명에 반대하는 외국 세력도 물리쳤다. 루이 앙투안 드 생쥐스트와 함께 공포정치를 폈는데 루이 16세를 처형한 지 1년 만에 1만 7000명을 단두대에서 처형하고 지방 곳곳에서 반혁명파 3만명 이상을 처형했다. 지방의 ‘반혁명파 박멸’ 과정은 단두대보다 더 끔직해서, 사람들을 수백명씩 구덩이에 몰아넣고는 대포알 세례를 퍼부었다. 도저히 믿어지지 않는 숫자지만, 반정부 운동의 중심이었던 방데가 일시적으로 진압되었을 때에는 한꺼번에 25만 명이 학살되었다고 한다.
이외에도 프랑스 최고의 과학자로서 손꼽히던 앙투안 라부아지에, 루이 16세를 변호했던 크레티앵 기욤 드 라무아뇽 드 말제르브, 유명한 천문학자이자 혁명 초기 국민의회 의장을 지냈던 장 실뱅 바이이, 낭만주의 시의 선구자던 앙드레 셰니에, 독일 출신의 프랑스 장군 니콜라 뤼크네르 등을 단두대에서 처형하였으며, 동지였던 조르주 당통도 부정부패 혐의로 1794년 4월에 처형하였다. 이들과 가깝게 지낸 인사들도 불이익을 받았는데, 앙투안 라부아지에의 조수였던 엘테일 이레네 드 듀퐁(Eleuthère Irénée du Pont) 등은 미국으로 망명한다.
하지만, 당통과 바이를 처형하자 혁명파 내부에서도 그를 경계하기 시작했고, 새로운 쿠데타를 준비해야 한다는 주장이 공공연히 제기되었다. 이런 공포정치를 향한 불만이 고조해 1794년 7월에 결국 테르미도르의 반란이 일어났다. 하지만 로베스피에르가 왕당파 및 왕당파 비호자들에 대한 무조건적인 처형에 반대하는 점에 대해서도 조제프 캉봉, 자크 르네 에베르 등 일부는 반발하였다. 그의 공포정치에 대한 반대와 동시에 어느정도 소극적인 태도, 반대파에 대한 무조건 처벌 반대 등에 대해서도 불만을 품는 세력이 등장하였다.

### 갈등과 물가 상승
국왕과 귀족들을 처형했음에도 불구하고 그가 이끄는 자코뱅당 산악파와 지롱드당 사이의 분쟁은 해소되지 않고, 오히려 지롱드당과 왕당파 중 온건파벌이 연대하기 시작하였다. 한편 로베스피에르는 화근이 될 지롱드당을 전부 처형해야 한다는 의견에는 동의하지 않았다. 그러나 식량부족과 치안 부재, 약탈 등이 계속되자 로베스피에르는 절도범과 살인자에 대해서 무조건 처형과 현장 사살로 대응했다. 식량부족과 기근현상은 계속되었고, 프로이센과 오스트리아는 프랑스에 대한 수출 중지 등의 봉쇄령을 내렸다.
식량난과 물가상승으로 국민의 불만과 피로는 누적, 혁명의 분위기가 무르익고 있었다. 샤를 뒤무리에 장군을 비롯한 장군들이 망명하거나 오스트리아에 투항하자 위기는 더욱 고조되었다. 파리의 상퀼로트와 빈민들, 급진적 자유주의자 및 공화파, 자코뱅당 산악파는 일종의 정치적 연대를 구성, '인민전선'을 형성했다. 1793년 5월 26일 로베스피에르는 "떨쳐 일어나 봉기하자"고 촉구했으며, 6월 1일 지롱드당 지도자들을 반혁명 혐의로 기소하고, 뒤무리에 일파를 반역죄로 기소하는 국민공회 내 급진파의 포고령 발의를 지지했다. 6월 2일 지롱드당 및 뒤무리에 기소 포고령은 29표의 반대를 물리치고 압도적인 찬성으로 통과되었다.
지롱드당이 몰락하자 자코뱅당의 산악파는 국가의 식량난과 경제난을 해결해야 하는 과제를 떠맡았다. 혁명을 전후해서 공화정을 인정할 수 없었던 일부 지역의 소귀족 및 공작, 백작령 등에서는 분리독립을 시도했고, 연방주의 운동이 나타났다. 또한 북서부 방데에서 발생한 반(反)혁명 반란으로 위협받고 있었고, 왕당파는 프로이센, 오스트리아 등 외국 세력의 개입을 계속 촉구하였다. 그 와중에 온건 혁명파의 이탈 및 소극적인 태도는 계속되었다. 밖으로는 프랑스 대혁명의 전파를 원치 않는 오스트리아, 프로이센 등이 주도하는 반프랑스 연합군과 대치하고 있었으므로 로베스피에르는 이를 모두 해결해야 했다. 혁명 정부의 유지를 위해서는 모든 역량을 동원해야 했다. 여러 가지 상황이 꼬이면서 그는 말이 없어지고 사색에 몰두하게 되었다. 로베스피에르는 필요한 것은 바로 '단일한 하나의 의지'(une volonté une)라고 일기에 썼는데, 그는 하나의 집중화된 중앙권력이 필요하다고 인식했다. 혁명정부의 필수 권력기관, 수사기관들이 창설되고 로베스피에르가 직접 나서서 권력, 수사, 정보기관들을 지휘하였다. 하지만 소수파로 전락한 지롱드당은 푀양파와 손잡고 자코뱅당을 타도하려 했다.

## 정변과 실각

### 공안위원회 위원장
1793년 4월에 공안위원회가 창설되었을 때 로베스피에르에게 위원장에 추대되었지만 그는 사양하였다. 7월 27일 로베스피에르는 공안위원회의 위원장에 추대되자 이때는 수락하였다. 로베스피에르는 동료들이 외교사절로 떠나 있거나, 각자 특별한 임무를 부여받았을 때 자코뱅파 단체와 자경단, 혁명민병대 등을 직접 동원하여 혁명세력의 분열을 방지하기 위해 애썼다. 집정관이자 국민공회 의장이고, 집권 자코뱅당 당수였던 로베스피에르는 당, 정, 의회를 모두 장악한 상태였다. 그러나 그는 파리 급진주의자들이 식량난을 이용해 파리 시민들을 선동한 '앙라제(Enragés) 시위(화난 사람들이라는 뜻)를 벌인 것을 음모로 규정하여 적발했다. 1793년 9월 5일 로베스피에르는 시위군중들과의 공개 면담에서, 모든 식료품과 기본 생활필수품의 최고 가격을 정하고, 물가를 최대한 억제하며, 국내 치안에 혁명민병대를 동원해 반혁명분자와 왕정 부활주의자, 약탈, 매점매석, 곡물 사재기 행위, 부패 관료를 이유 불문하고 단속, 처벌하겠다고 약속했다.
대규모 징병과 군대 조직을 위해 그는 자신의 가족과 재산을 지키기 위한 국민 군대라는 의미를 강조하였다. 국가, 정부 주도하의 상공, 경제관리를 위해 자신에게 그러한 권한을 부여하고 일단 신뢰해줄 것을 촉구했다. 그런데 왕당파나 지롱드파에 대한 무분별한 처형에는 반대했으며, 지롱드 당원과 국왕의 누이를 체포하는 데 대해 항의했던 의원들을 보호했다. 로베스피에르는 지롱드당 및 온건파 자코뱅당원의 타협론을 비판하면서도, 반대파에 대한 무분별한 처단에는 반대했다. 당통 등으로부터는 급진적이고 폭력적이라는 비판을 받은 한편, 이러한 태도 덕에 급진파들로부터는 우유부단한 부르주아라는 비판을 동시에 받게 되었다.
초기에 그는 국민공회 의원들을 순찰의원으로 임명하여 지역에 파견하였다. 시골, 지방에서의 혁명 반대파를 적발, 분쇄하기 위해서, 그리고 지역의 분리독립 시도를 분쇄하기 위해 이들을 파견한 것이다. 그러나 로베스피에르는 순찰의원이 저지르는 학살행위에 염증을 느끼고, 그들이 혁명을 모독한다며 비판, 순찰의원들의 소환을 요구했다. 한편 지방자치와 분리 독립 움직임을 억제할 목적으로 로베스피에르는 지방 행정기관의 장은 중앙에서 임명해서 보내도록 했다.

### 파벌 다툼
자코뱅당에서는 지롱드당과 푀양파 전원에 대한 강경한 대응을 요구하는 자크 르네 에베르와 코르들리에 클럽 멤버들, 생 쥐스트, 조세프 캉봉 등의 강경파와, 무차별적 처형을 반대하는 조지 자크 당통 등의 관용파로 나뉘게 되었다. 로베스피에르는 자크 르네 에베르와 코르들리에 클럽 멤버들 등의 무조건적인 처형에는 반대했지만 조지 당통파의 온건론, 관용론에는 동조하지 않았다. 로베스피에르가 작성한 혁명력 1년 12월 5일(1793년 12월 25일)의 보고서에서 국민공회의 집단지도체제와 행정의 중앙집중화 및 지방 관료들의 축출의 전말을 기록하였다. 이 보고서에는 정부를 위협하는 각양각색의 파벌들의 존재를 기록해두었다.
로베스피에르에 의하면 에베르 파벌과 코르들리에 파벌, 그리고 투쟁적인 대중들은 모두가 더욱 강경하고 급진적인 조치를 요구했으며, 성직자들을 왕정, 귀족정의 협조자라고 비판하며 사회의 비(非)그리스도교화 조처와 식량 매점매석 행위자 처벌을 계속 주장했다. 이들의 지나친 행위는 농민들과 일부 지식인들을 겁먹게 했다. 로베스피에르는 1794년(혁명력 2년) 2월 26일과 3월 3일 반혁명 용의자의 재산을 몰수해 빈민들에게 분배하겠다고 밝혔지만 이들 급진파를 만족시킬 수 없었다. 다양한 파벌간의 갈등이 내전 양상으로 흘러가게 되자, 로베스피에르는 공포정치를 한층 더 강화하게 된다.
1794년 2월부터 1개월 동안 병으로 몸져누웠다가 그해 3월 자코뱅 클럽의 모임에 다시 나타났다. 이때 로베스피에르는 급진 혁명주의자 자크 르네 에베르와 그 지지자들을 고발했으며, 그해 3월 자크 르네 에베르와 외국인 첩자 몇 명 등을 함께 처형하였다. 자크 르네 에베르의 파벌과 갈등하던, 당통과 자코뱅당 관용파들은 때가 되었다고 보고 로베스피에르와 정부를 향해 압력을 행사했다. 그러나 로베스피에르는 무차별 학살은 반대하지만 당통 파의 뜻대로 움직일 뜻은 없었다.
공포정치와 전쟁의 중단을 바라던 조르주 당통과 같은 이들은 공안위원회의 정책을 점점 더 격렬하게 비판했다. 로베스피에르는 여전히 망설이는 태도를 보이면서도, 관용파들의 뜻은 들어줄 마음이 없어 결국 관용파와 대립하면서 국민공회를 이끌어갔다. 로베스피에르는 에베르 등 급진파를 제거하면서도 당통파의 제거도 동시에 계획, 1794년 1월 당통의 사람인 파브르 데글랑틴이 프랑스 동인도 회사를 청산할 때 타협한 죄로 체포되었을 때 그를 구하지 않았다. 로베스피에르는 산악파 중에서도 가장 온건한 편이었던 데글랑틴을 미워했다. 또한 당통은 왕당파에게 매수당했다는 의혹이 있었고, 그의 재산 증식 과정에 대해 당시 사람들은 그가 왕당파 등에 매수당한 것으로 의심하였다. 당통파 지도자들과 의원들은 프랑스 동인도회사를 청산할 때 불명예스러운 행동을 저질렀다는 죄목으로 4월 5일 전부 사형에 처해졌다.

### 테르미도르의 반란

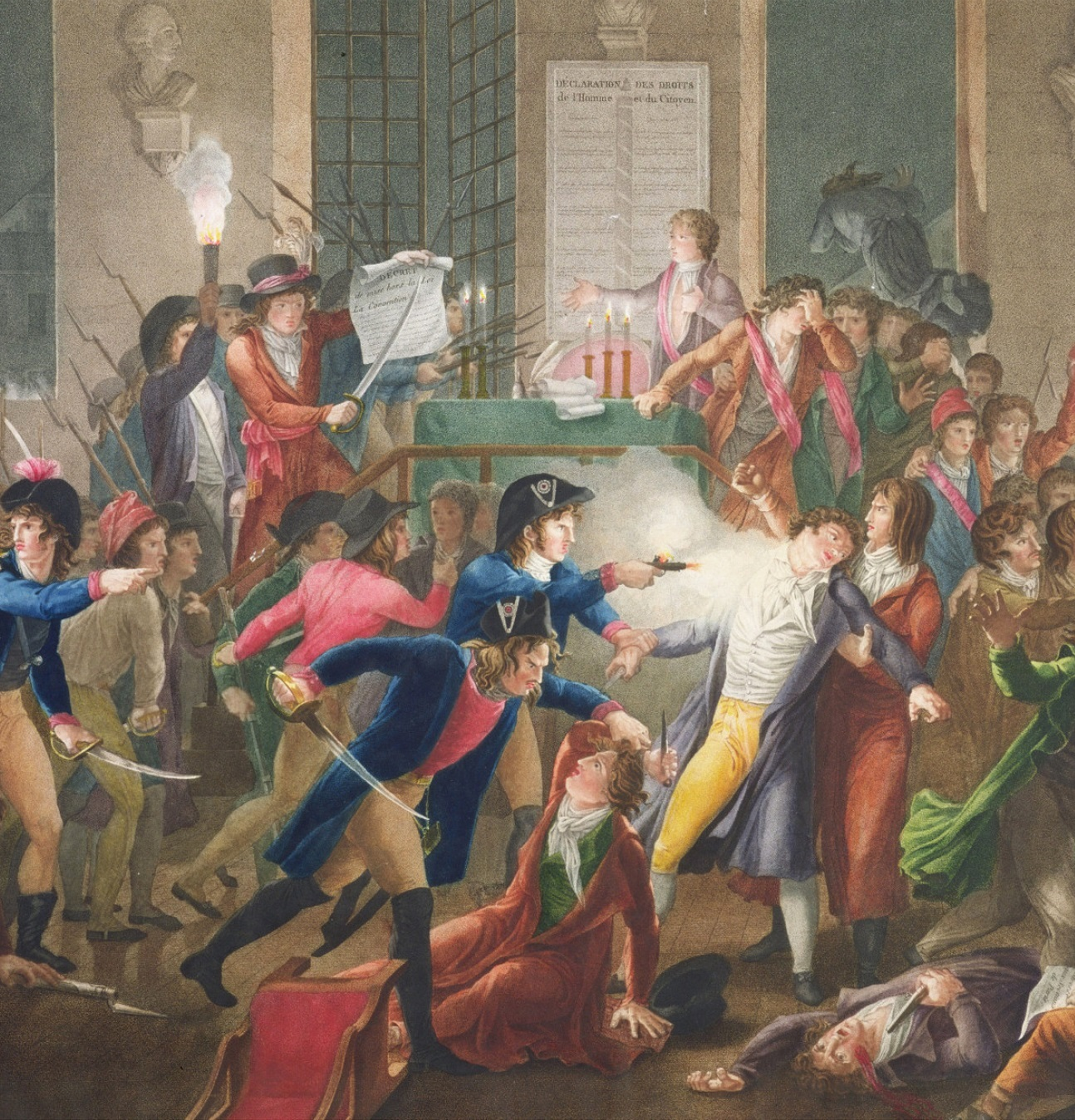
반로베스피에르파에 의한 테르미도르의 쿠데타

프랑스 혁명력의 열한 번째 달인 테르미도르(양력 1794년 7월) 초에 시작되었다. 사람들은 다들 언제 로베스피에르가 자신을 죽일지 걱정했다. 로베스피에르는 다시 여론의 지지를 얻을 목적으로 7월 23일 공안위원회와 7월 26일 국민공회에 출석하여 자신은 사심이 없이 일했음을 밝히고, 국민의 공정한 판단을 호소했다.
7월 26일, 로베스피에르가 공회에 나타나 반혁명파를 숙청하겠다고 말하자 의원들은 "반혁명파가 누구냐? 이름을 밝혀라!"라고 저항했다. 이것은 그의 마지막 연설이 되었다. 7월 26일의 마지막 연설에서 그는 처음에는 박수갈채를 받았으나 곧이어 동요가 일면서 끝내는 의회의 재석의원 과반수가 그에게 냉담한 반응을 보였다. 자코뱅당 산악파는 이미 관용파와 강경파로 나뉘었고, 그가 무차별 처형을 강행한다고 본 관용파와 반대로 우유부단하다고 본 급진파가 모두 그에게서 등을 돌렸다.
국민회의에서의 연설을 마치고 26일 저녁의 자코뱅 클럽의 모임에서 로베스피에르는 뜨거운 환영을 받았지만 7월 27일 반대파들은 국민의회 회의장을 사전 봉쇄, 로베스피에르가 출입하지 못하게 함으로써 로베스피에르의 입법의회 연설을 저지하는 데 성공했다. 다음날, 즉 7월 27일 부르주아층과 온건파 푀양파 및 온건파 혁명파가 주도하는 반로베스피에르 파는 행동을 개시했다. 그러나 로베스피에르를 구해줄 사람은 없었다. 그의 공포 정치는 민심을 그에게서 떠나보냈던 것이다. 국민의회는 로베스피에르와 그의 동생 오귀스탱 및 동료 3명을 반혁명 혐의로 재판정에 고발했다. 로베스피에르는 뤽상부르 감옥으로 호송되었지만 그곳의 간수장은 로베스피에르의 투옥을 주저하였다.

### 실각과 최후
7월 27일 로베스피에르는 파리 시청으로 갔다. 그곳에는 로베스피에르의 지지자들과 상퀼로트 파 일부가 집결해 있었고, 로베스피에르는 마음만 먹었다면 시청 주변 혹은 외곽에서 반대파에 대해 투쟁을 계속 지속할 수 있었다. 왜냐하면 파리 코뮌 정부가 시내 몇몇 지구에 무장부대를 소집해 놓고 시청에서 그의 명령을 기다리고 있었다. 군사를 일으키자는 권고에 대해 로베스피에르는 봉기 주도를 거부했고, 몇시간 후 그를 위해 죽음을 맹세했던 그의 친위부대도 결국은 해산하기 시작했다. 국민공회는 7월 27일부로 의장직을 박탈하고 로베스피에르를 범법자로 선포하였다. 지지자들을 해산시킨 후 그는 시청에서 스스로 자신의 턱에 권총을 쏴 자살을 시도했지만(실제로는 자살 시도인지, 정적의 총격에 의한 총상인지는 확실치 않다.)중상을 입어 잔류한 지지자들을 당혹하게 했다. 이 중상이라는 게 특이하게 머리뼈와 턱뼈가 분리된 중상인지라 이 중상을 입은 이후 그는 음식을 섭취할 수 없는 몸이 되었다. 7월 27일 저녁 늦게 국민공회의 병사들은 시청을 공격해 손쉽게 로베스피에르와 그 추종자들을 체포하였다. 그때까지 살아 있던 강경파의 또다른 지도자이자 로베스피에르의 열렬한 추종자인 생 쥐스트 역시 순순히 체포된다.
1794년 7월 28일, 로베스피에르는 콩코르드 광장에서 자신이 많은 사람들을 처형했던 도구인 단두대에 올라가 처형됐다. 생 쥐스트, 조르주 쿠통, 친동생인 오귀스탱 로베스피에르 등 22인과 함께 처형됐다. 108명이 로베스피에르의 이념을 지지한 죄로 처형당했고, 수백 명이 투옥되었다.
로베스피에르의 죽음 후 혁명 주도권은 부르주아가 장악했고 나폴레옹이 등장할 때까지 새로운 국면이 나타났다.

### 사후
집권한 지롱드 파는 자신이 살해한 로베스피에르를 두고서 공포의 대상, 학살자, 독재자라고 비판하고 부정하였다. 후에 나폴레옹이 집권하고서도 복권되지 않았고, 이후 루이 18세, 샤를 10세 치하의 군주정하에서 로베스피에르는 계속 비판받았다. 필리프 에칼리테라고 부르던 시민파 출신 군주인 루이 필리프 조차도 그를 탐탁치 않게 여겨서 언급을 꺼렸다. 로베스피에르는 20세기 이후에 재조명하는 의견들이 생겨났다.
로베스피에르가 죽은 뒤 그의 명성은 무자비하게 공격 받았으며 그가 쓴 논문과 저서들은 전량 압수되어 소각되었다. 일부 국외로 망명한 로베스피에르 추종자들에 의해 몇편의 단편 저술과 단편 논설이 전한다. 이후 프랑스 내에서도 그는 왕당파와 나폴레옹파에 의해서는 피에 굶주린 야수가 아니면 편협한 독재자로 묘사되었고, 반대로 급진주의자들 내에서는 소심한 부르주아 내지는 현실감각이 결여된 고집불통의 고지식한 원칙주의자로 묘사되었다.
로베스피에르의 사치스럽지 않고 탐욕스럽지 않았으며 금주·금연 등 절제적인 삶은 이상주의자, 혁명가들에게 영감을 주었다. 특히 이오시프 스탈린, 모택동, 호치민, 피델 카스트로 등은 그를 이상적인 혁명가의 모범으로 규정하였으나 이들 모두 공산독재자라는 심각한 결함이 있다.

## 사상과 신념
로베스피에르의 사상은 기회의 평등 보장, 경제 통제, 노예제 폐지, 식민주의 반대 등이 있다. 그의 사상 중 일부는 프랑스 혁명 초기에 실제 실시되기도 하였으나, 수많은 전쟁과 테르미도르의 반동으로 인해 거의 대부분 실현되지 못 했다.

### 경제 활동에 대한 통제
로베스피에르는 경제에 대한 광범위한 통제만이 경제 영역에 있어서 공화주의의 이상을 수호할 수 있는 유일한 방법이라고 여겼다. 그는 사유 재산의 권리를 인정하였지만, 도가 지나친 일정 수준의 재산 축적은 다수의 인민을 고통스럽게 하고, 소유자의 도덕성을 파괴하기에 제한되어야 한다고 보았다. 동시에 상품의 가격 결정, 생산물 유통, 무역 활동, 산업 기술 연구는 국가가 주도해야 한다는 ‘통제주의 경제관’을 갖고 있었다. 생산 수단과 토지에 대한 전면적인 국유화는 주장하지 않았기에 로베스피에르의 경제관을 사회주의 경제관이라고 하기는 어려우나, 부분적인 점에서는 오히려 사회주의적인 사고가 보이기도 하였다. 특히 그는 모든 생필품과 식량을 전(全) 인민이 똑같이 분배받아야 한다고 주장했으며, 이러한 분배가 풍족히 이뤄지기만 한다면 그 누구도 재산 축적에 연연하지 않을 것이며, 프랑스인이 도덕성을 추구하는 삶을 살 수 있을 것이라고 하였다.
1793년 4월 21일에 그가 작성한 인권 초안 10조, 11조, 13조를 보면, 산악파의 지도자인 로베스피에르가 재산 소유권과 노동권에 대해 어떤 입장이었는지 알 수 있다.
- 제10조 소유권은 다른 모든 권리와 마찬가지로 타인의 권리를 존중할 의무에 의해 제한된다.
- 제11조 소유권은 우리 동포들의 안전, 자유, 생존, 재산을 해칠 수 없다.
- 제13조 사회는 구성원들에게 일자리를 제공하든가, 일할 수 없는 사람들에게는 생존 수단을 확보해줌으로써, 모든 사회 구성원들의 생계를 마련해주어야 한다.

### 기회의 평등권 보장
그는 왕족과 귀족, 사제 계층이 부와 권력을 독점하는 현상을 반대하였으며, 모든 이들에게 평등한 기회를 부여해야 한다고 주장했다. 그는 동시에 루소의 사회 계약 원리에 따른 법치는 덕치이며, 현실적 조건에 의해 제한되는 실정법적 법치가 덕치와 합일되어야 한다고 주장하였다. 그는 이를 통하여 통치가 진행되어야 함을 강조하였기에 경미한 범죄는 두 번까지 용서해야 한다고 보았다. 로베스피에르는 왕족과 귀족 계층을 대신해 부르주아 층이 사회의 기득권자가 되는 것, 기득권을 손에 쥔 부르주아와 중소 지식계층이 왕족, 성직자 이상으로 신분제도를 교묘하게 만들리라는 것, 군사 쿠데타의 가능성 등을 염려하였다.
로베스피에르는 신분 차별, 흑인 노예 석방과 시민권 부여 또는 아프리카로의 복귀 등은 언젠가는 발생할 필연적인 일이라고 내다보았다. 그는 기득권의 고착, 극단적인 부의 불평등을 줄이고, 기회와 실력에 따른 공정한 경쟁 시스템, 평균 수준의 학력과 지적 능력을 가진 시민들의 수를 늘리며 모든 사람에게 직장과 교육을 보장해주어야 한다고 생각했다. 그는 지역, 출신 학교, 직업으로 사람의 귀천을 나누는 사람을 심하게 경멸하였다.
그러나 그는 당대 대다수의 계몽주의 사상가들과 다르지 않게, 여성을 남성과 짐승의 중간적 존재라고 보고 있었으며, 여성 참정권에 대해서는 무관심한 편이었다.

### 노예제와 식민주의 반대
로베스피에르는 노예제를 반대했으며, 유색인종과 유대인의 자유를 옹호하였다. 동시에 그는 프랑스인에 대한 자유와 평등 원리가 지켜져야 하는 동시에 식민지 대중의 자유와 평등도 비슷하게 지켜져야 한다고 보았다. 만약 프랑스인이 오로지 자국에게만 자유와 평등이 있으며, 식민지 군중에게는 자유와 평등이 없다고 한다면, 이는 궤변이며, 논리적 오류에 빠지게 될 것이란 게 로베스피에르의 주된 논점이었다. 게다가 식민지배는 해당 식민지 군중의 풍습과 자유에 대한 예속을 전제로 하는 것이기에 결국 그는 프랑스 혁명이 완성된다면, 프랑스가 가진 식민지도 사라질 수밖에 없을 것이며 이는 공정한 것이라고 하였다. 로베스피에르는 한 민족에 대한 전쟁을 주장하거나 실행하는 자는 극악한 살인 선동 및 살인 행위자와 유사하기에 법에 따라 기소되어야 한다고 주장하기도 하였다.

### 이신론
로베스피에르는 신을 한낱 인격신으로 이해하고 있는 그리스도교와 미신적인 신앙 둘 다 비판하였으며, 신을 전체 우주의 원리를 관통하는 일자(一者) 자체라고 여겼다. 이러한 이유로 그는 완고한 무신론자이자 기계론적 유물주의자인 자크 르네 에베르와 갈등하였다.
1793년 5월 로베스피에르는 국민공회에 제출한 한 보고서에서 이성신(理性神)의 존재와 영혼의 불멸성을 긍정하였다. 로베스피에르는 기존의 그리스도교의 저급성이 프랑스 군중의 도덕성을 파괴하였다고 비판하였고, 기존 종교를 대체하여 점차 혁명 세력과 국민들을 하나의 시민종교, 그리고 절대적 존재에 대한 신앙심으로 단결시키려 하였다. 1793년 6월 8일 국민공회 의장으로서 그가 튈르리 공원에서 최고 존재를 기리는 제전을 벌였는데, 이는 그의 적들에게 그를 공격할 또다른 무기를 제공한 셈이 된다. 가톨릭, 개신교 신자들에게는 새로운 종교를 창설하려 한다고 비판을 받았고, 무신론자들에게는 종교세력과 야합하려 한다는 비판이 가해졌다.

## 같이 보기
- 프랑스 혁명
- 자코뱅 당
- 공포정치
- 생 쥐스트
- 장 실뱅 바이
- 나폴레옹 보나파르트